# Annamarie Jagose
Annamarie Jagose (Ashburton, 1965) és una acadèmica i escriptora LGBT d'obres de ficció neozelandesa. Es va doctorar a la Universitat Victòria de Wellington el 1992 i va treballar al departament d'Anglès i Estudis Culturals de la Universitat de Melbourne abans de tornar a Nova Zelanda, el 2003, per a fer de professora al departament de Cinema, Televisió i Mitjans de Comunicació de la Universitat d'Auckland. El 2017 va esdevenir degana de la Facultat de Lletres i Ciències Socials de la Universitat de Sydney.

## Obra publicada
- Lesbian Utopics (Nova York: Routledge, 1994)
- In Translation (Wellington: Victoria University Press and Sydney: Allen and Unwin, 1994)
- Queer Theory (Nova York: New York University Press, 1996)
- Lulu: A Romance (Wellington: Victoria University Press and Sydney: Allen and Unwin, 1998)
- Inconsequence: Lesbian Representation and the Logic of Sexual Sequence (Ithaca: Cornell University Press, 2002)
- Slow Water (Wellington: Victoria University Press and Sydney: Random House, 2003)
- Orgasmology (Durham: Duke University Press, 2013)